# Burmannia wallichii
Burmannia wallichii ist eine Pflanzenart aus der Familie der Burmanniaceae. Sie ist beheimatet in Asien von Burma über Thailand und Vietnam bis nach China.

## Beschreibung

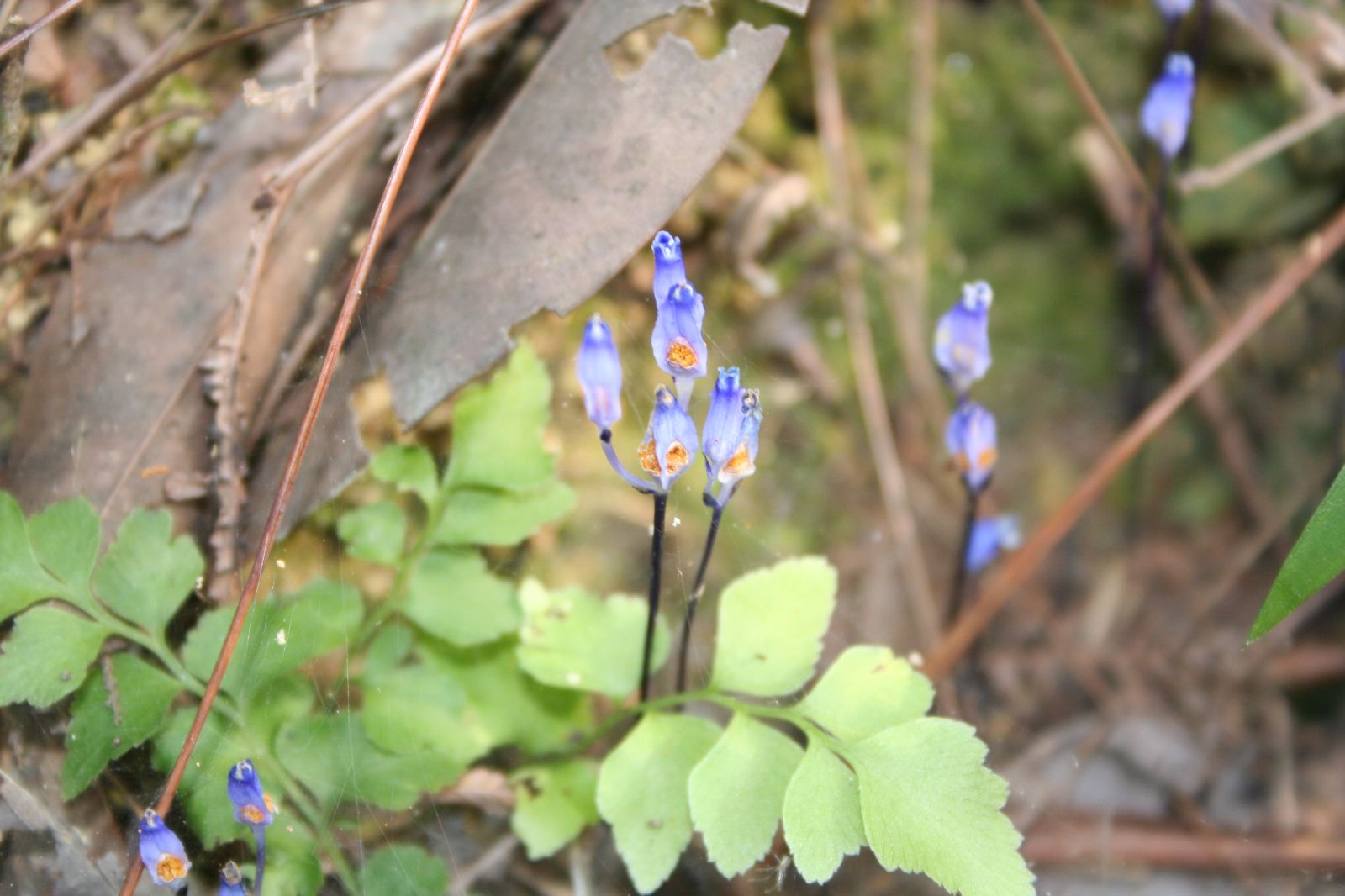
Burmannia wallichii in Hongkong

Burmannia wallichii ist eine einjährige, blattgrünlose, durchgehend blassviolette, schlank wachsende krautige Pflanze, die eine Wuchshöhe von zur Blütezeit 4 bis 11,5 Zentimeter erreicht. Sie ist mykotroph. Ein Rhizom ist nicht vorhanden, die Wurzeln sind faserig oder verdickt und kurz. Die Blätter sind 1,4 bis 3,5 Millimeter lang, fehlen am Ansatz und kommen nur vereinzelt am Stängel vor, dort sind sie schuppenartig, dreieckig pfriemförmig, am äußersten Ende spitz zulaufend und eng anliegend.
Der Blütenstand besteht aus meist einer einzelnen, selten zwei oder drei Blüten. Die ungestielten Blüten sind 5,5 bis 10 Millimeter lang und von blassvioletter bis bläulicher Farbe. Die Blütenröhre ist zylindrisch und 2,5 bis 5,5 Millimeter lang, die schmalen Flügel sind halbiert elliptisch oder auf eine Rippe reduziert und verlaufen von der Mitte der Blütenlappen bis unterhalb des Ansatzes des Fruchtknotens. Die äußeren Blütenlappen sind eiförmig-dreieckig oder stumpf und  rund 1 Millimeter lang, die inneren kreisförmig und klein. Die Staubfäden sind ungestielt, dem Konnektiv fehlen Seitenarme, auch der sehr kurze nach unten weisende Sporn kann fehlen. Der Griffel ist 2,5 bis 5,5 Millimeter lang und schlank, an seinem Ende stehen die drei annähernd ungestielten Narben.
Die Fruchtknoten sind elliptisch bis annähernd kugelförmig und 1,5 bis 3 Millimeter lang. Die Kapsel öffnet sich entlang von Querschlitzen. Die Samen sind zahlreich, gelb und elliptisch.
Die Chromosomenzahl beträgt n=16.

## Verbreitung und Ökologie
Burmannia wallichii ist beheimatet in Asien von Indien, Thailand, Malaysia, Myanmar, Kambodscha, Vietnam bis nach China in Höhenlagen zwischen Meereshöhe und 700 Meter. Sie ist häufig und findet sich auf abgefallenem Laub in dichten Wäldern meist nahe Fließgewässern, oft vergesellschaftet mit Bambus-Arten. Burmannia wallichii ist selbstbestäubend.

## Systematik
Die Art wurde als Gonianthes wallichii von John Miers 1841 erstbeschrieben und von Joseph Dalton Hooker 1888 zu Burmannia gestellt.

## Nachweise
Fußnoten direkt hinter einer Aussage belegen diese einzelne Aussage, Fußnoten direkt hinter einem Satzzeichen den gesamten vorangehenden Satz. Fußnoten hinter einer Leerstelle beziehen sich auf den kompletten vorangegangenen Text.
1. 1 2 3 4 5 6  Dianxiang Zhang: Systematics of Burmannia L. (Burmanniaceae) in the Old World, S. 263–265, in: Hong Kong University Theses Online, Thesis (Ph.D.), University of Hong Kong, 1999
2. ↑  Rafaël Govaerts (Hrsg.): Burmannia - World Checklist of Selected Plant Families des Royal Botanic Gardens, Kew. Zuletzt eingesehen am 24. Juni 2018.